# Robocop 3
Robocop 3 és una pel·lícula estatunidenca de Fred Dekker estrenada l'any 1993. Ha estat doblada al català. Rodada ràpidament el 1991, es va quedar a les prestatgeries d'Orion Pictures fins al 1993, pels problemes financers de la productora.

## Argument
L'OCP ha estat comprada per una firma japonesa que vol resultats. L'OCP desitja construir la ciutat de Delta City, sobre les ruïnes de Detroit. Per això, ha contractat agents, anomenats Rehabs. Contràriament als discursos oficials, els Rehabs fan marxar els ciutadans de Detroit sense contemplacions. Els habitants de Detroit decideixen oposar-se als grups de Rehabs. Per lluitar amb els insurgents, l'OCP decideix reprogramar RoboCop...

## Repartiment
- Robert John Burke: Oficial Alex J. Murphy / RoboCop
- Nancy Allen: Oficial Anne Lewis
- Rip Torn: el President de l'OCP
- John Castle: Paul McDaggett
- Jill Hennessy: Mary Lazarus
- CCH Pounder: Bertha
- Mako: Kanemitsu
- Robert DoQui: el Sergent Warren Reed
- Remy Ryan: Nikko
- Bruce Locke: Otomo
- Stanley Anderson: Zack
- Stephen Root: Coontz
- Daniel von Bargen: Moreno
- Felton Perry: Donald Johnson
- Bradley Whitford: Fleck
- Judson Vaughn: Seitz

## Producció
Fred Dekker, director de diversos films de terror, es escollit com a director. Escriu el guió amb Frank Miller. Aquest havia quedat molt decebut per la utilització del seu guió de RoboCop 2. Volia doncs fer servir algunes de les seves idees rebutjades per la producció del segon film. Però de nou, l'autor de còmics queda molt decebut pels productors i decideix abandonar Hollywood i la indústria cinematogràfica durant molts anys, fins a Sin City el 2005.
Ocupat en el rodatge de Naked Lunch, Peter Weller no torna amb el paper de RoboCop. A més, l'actor havia criticat el segon fi lm i sobre la molèstia ocasionada pel vestuari. Robert John Burke es contractat per reemplaçar-lo. Més gran que el seu predecessor, ho tindrà díficil a encaixar en el vestuari de RoboCop.
Diversos actors del primer RoboCop hi són presents: Nancy Allen (Lewis), Robert DoQui (Sergent Reed), Felton Perry (Johnson), Mario Machado (Casey Wong) i Angie Bolling (la dona de Alex Murphy).

### Música
Basil Poledouris, compositor de la música del primer film però absent del segon, compon la banda original de RoboCop 3.
llista de títols
1. Main Title/Resistance - 2:35
2. Robo Saves Lewis - 3:56
3. Resistance Base - 1:36
4. Otomo Underground - 1:49
5. Murphy's Memories - 4:36
6. Robo Fights Otomo - 4:27
7. Nikko and Murphy - 1:53
8. Death of Lewis - 5:46
9. Sayonara Mcdaggiz - 13:32